# Лехвеслайхо, Рейно
Рейно Лехвеслайхо (фин. Reino Lehväslaiho, 13 апреля 1922 — 27 марта 2019) — финский писатель, участник Второй мировой войны, танкист.

## Биография
Родился 13 апреля 1922 года в Акаа.
Участник советско-финской и Второй мировой войн. Трижды ранен: дважды во время советско-финской и один раз во время Второй мировой. Стрелок Т-34-76 Ps.231-3 танковой бригады Финской танковой дивизии (фин. Panssaridivisoona) сержант Рейно Лехвеслайхо отличился во время Второй мировой войны. В июне 1944 года Финская танковая дивизия была переброшена на Карельский фронт, где 9 июня того же года Красная армия начала Выборгскую наступательную операцию. Сержант Рейно Лехвеслайхо в составе танкового экипажа подбил и уничтожил 7 (по другим данным — 5) танков Т-34 и одно самоходное орудие ИСУ-152.
После войны начал заниматься литературной деятельностью, работая при этом моряком, дорожным рабочим и офисным менеджером. Большинство его книг посвящено участию Финляндии во Второй мировой войне. В своей первой книге «Panssarisotaa 1941—1944» («Танковая война 1941-1944») Рейно Лехвеслайхо описал своё участие в качестве члена танкового экипажа. С 1967 года стал профессиональным писателем. Под псевдонимом Veikko Remes он написал книгу Rintamalotat. К 2011 году он опубликовал 44 книги о войне. По словам Рейно Лехвеслайхо, без войны его бы не было как писателя. Также писал для журналов.
Жил в Сейняйоки. Обладатель почётного титула «Военный казначей» (фин. Sotakamreeri).

## Труды
- Panssarisotaa 1941—1944 (1958)
- S/S Bombata (1959)
- Tuuloman tie (1967)
- Viimeiseen mieheen (1969)
- Sissit (1971)
- Syväri murtuu (1973)
- Partio yli Äänisen (1974)
- Arkangelin partio (1975)
- Uhtualta itään (1976)
- Poventsan korpit (1977)
- Syvärin sissit (1978)
- Rintamalotat (1978, под псевдонимом Veikko Remes) 
(в 2010 переиздана под собственным именем)
- Äänisen tie (1979)
- Sissivääpeli (1980)
- Tulimarssi (1981)
- Aunus tulessa (1981)
- Läpimurto (1982)
- Vienan partisaanit (1983)
- Jänkä palaa (1984)
- Ritarivääpeli (1985)
- Kenttävartio Susi (1986)
- Sissikapteeni (1987)
- Lottien sota (1988)
- Uhtuan sissit (1989)
- Tuntsan sota (1990)
- Maaselän sissit (1991)
- Rajavääpeli Peura (1992)
- Iskuryhmä Risu (1993)
- Sallasta itään (1994)
- Tukikohta palaa (1995)
- Tie helvettiin (1996)
- Kuoleman suo (1997)
- Kolttasissit (1998)
- Koukkaus itään (1999)
- Kairanmaan sota (2000)
- Rytinällä läpi (2001)
- Sotkalla sodassa (2002)
- Soturit (2004)
- Röhön korpitaistelu (2005)
- Ei tuumaakaan! (2006)
- Seesjärven sissit (2007)
- Isku itään (2008)
- Kontion sissit (2009)
- Alakurtin tie (2010)
- Sissit (2011) (переиздание 1971 года)

## Награды и звания
Финские государственные награды и звания:
- Орден Белой розы Финляндии (1989)
- Орден Креста Свободы I класса (1997)
- Орден Креста Свободы IV класса (1944)
- «Военный казначей» (фин. Sotakamreeri, 1982)

Другие награды и звания:
- Награда за вклад в культуру книжного издательства WSOY (1992)
- Награда Большого финского книжного клуба (Suuri Suomalainen Kirjakerho, 1993)
- Литературная награда (Kirjapöllö, 1999)

В 1983 году ему назначена государственная пенсия деятелям искусств (фин. Taiteilijaeläke).